# بزی (موسیقی‌دان)
اندرو بزی یا بازی (عربی: أندرو بزي؛ انگلیسی: Andrew Bazzi؛ زادهٔ ۲۸ اوت ۱۹۹۷) موسیقیدان اهل ایالات متحده آمریکا است. وی از سال ۲۰۱۵ میلادی تاکنون مشغول فعالیت بوده‌است. ترانه مال من (به انگلیسی: Mine) از وی که در اکتبر ۲۰۱۷ منتشر شد در اوایل ۲۰۱۸ مشهور شد و ترانه در چارت‌های زیادی (منجمله سوئد، نیوزلند، دانمارک) به رتبه زیر ده رسید.
او به عنوان آهنگساز بوی بند کره ی جنوبی EXO فعالیت میکند .